# Zwischen Fremden
Zwischen Fremden (Originaltitel Between Strangers) ist ein Filmdrama des Regisseurs Edoardo Ponti aus
dem Jahr 2002. Der Film wurde erstmals auf den Internationalen Filmfestspielen von Venedig 2002 außer Konkurrenz gezeigt und ist gleichzeitig Sophia Lorens 100. Film.

## Handlung
Der Film erzählt die Geschichte von Olivia, Natalie und Catherine in Toronto. Die Geschichten sind dabei dadurch verbunden, dass allen drei Frauen das gleiche kleine, lächelnde Mädchen erscheint.
Olivia ist seit 30 Jahren mit dem nörglerischen und undankbaren John verheiratet. Dieser sitzt seit langer Zeit im Rollstuhl, während sie in einem kleinen Lebensmittelgeschäft arbeitet. Nachmittags kommt sie häufig in den Park, wo sie längere Gespräche mit Gärtner Max führt und zeichnet. Zeichnen ist Olivias Leidenschaft. Eigentlich wollte sie als junges Mädchen Künstlerin werden und nach Florenz ziehen, dieser Traum hat sich aber nie bewahrheitet.
Dennoch zeichnet sie einen wiederkehrenden Traum von sich. Ihr Mann zeigt kaum Verständnis für ihre Beschäftigung. Als John aber von der Künstlerin Amanda Trent erfährt, die ihn Toronto eine Ausstellung ihrer Skulpturen hat, die genau wie Olivias Zeichnungen aussehen, bezichtigt er seine Frau des Ideenklaus. Diese überrascht ihn aber mit einem Geständnis: Als junges Mädchen habe sie ein Kind bekommen, das ihr Vater aber zur Adoption freigegeben habe. Auch die Künstlerin ist adoptiert und Olivia glaubt nun, dass diese ihre Tochter ist. Bei einer Signierstunde kommt es zum Zusammentreffen zwischen den Frauen, das Olivia die Kraft gibt, ihre eigenen Träume zu verwirklichen. Sie beschließt, nach Florenz zu fliegen. Ihre Ersparnisse aus dem Lebensmittelgeschäft, 1200 Dollar, die vor ihrem Mann versteckt hat, reichen aber nur für den Flug. Als Liebesbeweis legt John ihr sein Erspartes in ihr Kunstbuch.
Natalie ist in die Fußstapfen ihres berühmten Vaters, des Fotografen Alexander Bauer getreten und kommt gerade von einer Fotoreportage über den Krieg aus Angola. Ein Foto, das sie dort von einem Mädchen machte, schaffte es auf die aktuelle Titelseite des Time Magazine. Sie kann sich aber nicht mehr daran erinnern, dieses Foto gemacht zu haben und sichtet deshalb ihre Negative. Dabei kommt die Erinnerung zurück, dass sie das Mädchen hätte retten können, es aber nur fotografiert hat.
Als sie ihrem Vater davon erzählt, bestärkt dieser sie darin, weiter zu fotografieren, weil das helfen würde die wahren Verantwortlichen zu überführen. Ein von ihrem Vater organisiertes Jobangebot vom Time Magazine, lehnt sie ab und will lieber als Freiwillige der Vereinten Nationen zurück nach Angola gehen. Ihr Vater zeigt sich enttäuscht, bestärkt sie aber dennoch und zeigt ihr, dass er sie liebt.
Catherine ist eine Cellistin und gerade auf Tour. Ihr eigentlicher Grund für ihren Aufenthalt in Toronto ist aber die Entlassung ihres Vaters Alan Baxter, der vor 22 Jahren ihre Mutter zu Tode prügelte, aus der Haft. Ihr Ziel ist es, ihren Vater zu erschießen. Während des Aufenthalts vernachlässigt sie ihre Familie, indem sie Anrufe ihrer Tochter und ihres Mannes unbeantwortet lässt.
Sie folgt ihrem Vater quer durch Toronto, während er auf dem Friedhof um ihre Mutter trauert und ihre alte Wohnung besucht. Als er in der Nacht auf der Straße schläft und von einer Jugendbande überfallen und verprügelt wird, rettet sie ihn. Es kommt zu einem Gespräch, er flüchtet jedoch, als ihr Manager auftaucht. Wenig später bekommt sie die Nachricht seines Todes. Er war dazwischen gegangen, als eine Frau verprügelt wurde, hatte die Angreifer auf sich gelenkt und so der Frau zur Flucht verholfen. Catherine bittet daraufhin ihren Manager, alle Termine abzusagen und beschließt zu ihrer Familie zurückzukehren.
Die drei Frauen treffen nun am Flughafen in Toronto aus Platzmangel an einem Tisch im Bistro zusammen. Dort erscheint ihnen wieder das kleine, lachende Mädchen und sie lachen nun alle zusammen.

## Kritik
Zwischen Fremden erhielt ein eher schlechtes Presseecho. So erfasst der US-amerikanische Aggregator Rotten Tomatoes nur 25 % wohlwollende Besprechungen und ordnet den Film dementsprechend als „Gammelig“ ein.

„Ein nur in einzelnen Momenten fesselnder, oft aber zu rührseliger Film, mit Gefühlen überfrachtet und dabei allzu statisch. Die prominenten Darsteller können die wenig elegante Machart nur begrenzt überdecken.“

„Das hervorragend besetzte und bewegende Regiedebüt von Sophia Lorens Sohn Edoardo Ponti wurde bereits bei zahlreichen Filmfestivals aufgeführt und für Preise nominiert. Völlig zu Recht, denn schon allein wie Depardieu als angegrauter Gärtner der unglücklichen Sophia Loren den Hof macht, ist einer der schönsten und heitersten Momente dieses Kinojahrs.“

„Es sind schwere Zeiten, durch die Edoardo Ponti (30) die Heldinnen seines Episodenfilms schlingern lässt. Trotzdem versinkt das Melodram über Frauen am Scheideweg ihres Lebens keineswegs in quälenden Klischees. Im Gegenteil: Wie das Trio seine Stärke im Schwachsein überwindet, schildert der Regiedebütant ohne falsche Töne und romantische Verklärung. Fazit: Stille, anrührende Portraits dreier Frauen, die den Traum vom Nein in die Tat umsetzen.“

## Auszeichnungen
Genie Award 2003
- Gewonnen
  - Best Achievement in Overall Sound (Thomas Hidderley, Todd Beckett, Keith Elliott, Mark Zsifkovits)
- weitere Nominierungen
  - Best Achievement in Cinematography (Gregory Middleton)
  - Best Achievement in Editing (Roberto Silvi)
  - Best Achievement in Music – Original Score (Gregory Middleton)
  - Best Performance by an Actress in a Leading Role (Deborah Kara Unger)

Newport Beach Film Festival 2003
- Gewonnen
  - Special Achievement First Time Filmmaker (Edoardo Ponti)